# 짤떼 짤떼
짤떼 짤떼(Chalte Chalte)는 인도에서 제작된 아지즈 미르자 감독의 2003년 드라마, 멜로/로맨스 영화이다. 샤룩 칸 등이 주연으로 출연하였고 주히 초울라 등이 제작에 참여하였다.

## 출연

### 주연
- 샤룩 칸
- 라니 무케르지

### 조연
- 제이밀 칸
- 자니 레버
- 하워드 로즈마이어
- 사티시 샤
- 라지브 베르마
- 마수드 악타르
- 바비 다링
- 무케쉬 아후자
- 릴레트 듀비
- 아다르 나와즈